# Pristomerus anxius
Pristomerus anxius är en stekelart som beskrevs av Ian D. Gauld 2000. Pristomerus anxius ingår i släktet Pristomerus och familjen brokparasitsteklar. Inga underarter finns listade i Catalogue of Life.